# 上海智力产业园
上海智力产业园是中華人民共和國上海市寶山區廟行鎮蕰藻浜畔的一個產業園區，當地前身是上海市纺织原料公司纪蕴路仓库（簡稱上海纺发纪蕴仓库）。上海智力产业园由宝山区人民政府和东方国际共同投資。

## 歷史
當地原本是建於1930年代的棉花倉庫。中華人民共和國建國後归属中国花纱布公司，1958年划归上海纺织工业局纺织原料公司，后又劃歸上海纺织发展总公司，而且該倉庫被列為国家储备棉定点基地。
2006年4月，上海纺发纪蕴仓库发生了一场火灾。庙行镇政府決定不再保留該倉庫。2008年，該倉庫開始改造。2008年，上海智力产业园一期工程动工，2009年6月一期北区工程竣工，2010年11月，一期南区工程竣工。2014年，庙行镇政府组建成立了上海智力产业园管理委员会。2016年，上海智力产业园二期竣工。上海智力产业园是中國首个电子商务企业孵化器，也是上海市电子商务示范园区。
2016年11月18日，上海智力产业园內成立了中关村区块链产业联盟上海协同创新中心、上海智力产业园天空区块链孵化基地以及上海股权交易托管中心上海智力产业园孵化基地。不過後來由於上海智力产业园入驻企业涉嫌炒币，該園區关停区块链相关业务。截至2022年，園區內企業有400多家。